# Tabriziha-Moschee
Die Tabriziha-Moschee (persisch مسجد تبریزی‌ها Masdsched-e Tabriziha, [mæsd͡ʒɛd ɛ tæbɾizihɑ]) ist eine Moschee aus der Kadscharen-Zeit in der iranischen Stadt Kaschan. Die Moschee befindet sich im zentralen Malek-Basar. Ihr Bauherr Mohammad Hosseyn Tabrizi ließ sie 1797 errichten.
Beide Seiten des Portals wurden mit Haftrang-Keramikfliesen dekoriert (haft rang, „sieben Farben“, gemeint polychrom im Kontext einer überlieferten „Metaphysik des Lichts“). Das Vestibül hat eine Stuckinschrift. Die Decke des Schabestans wird von 18 Arkadenbögen getragen, die mit Ziegeln und Keramikfliesen dekoriert sind. Die Säulen wurden mit Keramikfliesen bekleidet. An den vier Seiten des Schabestans und um die Säulen gibt es Inschriften mit Versen aus dem Koran. Die Inschriften wurden in weißer Naschī-Schrift auf dem ultramarinblauen Hintergrund geschrieben. Die Dreiecke unter den Inschriften sind mit floralen Ornamenten ausgefüllt. Der Mihrab der Moschee wurde mit Keramikfliesen dekoriert und besitzt eine Stuckinschrift, auf der ein Koranvers in weißer Thuluth-Schrift auf ultramarinblauem Hintergrund geschrieben ist.